# Statistiche e record di John McEnroe

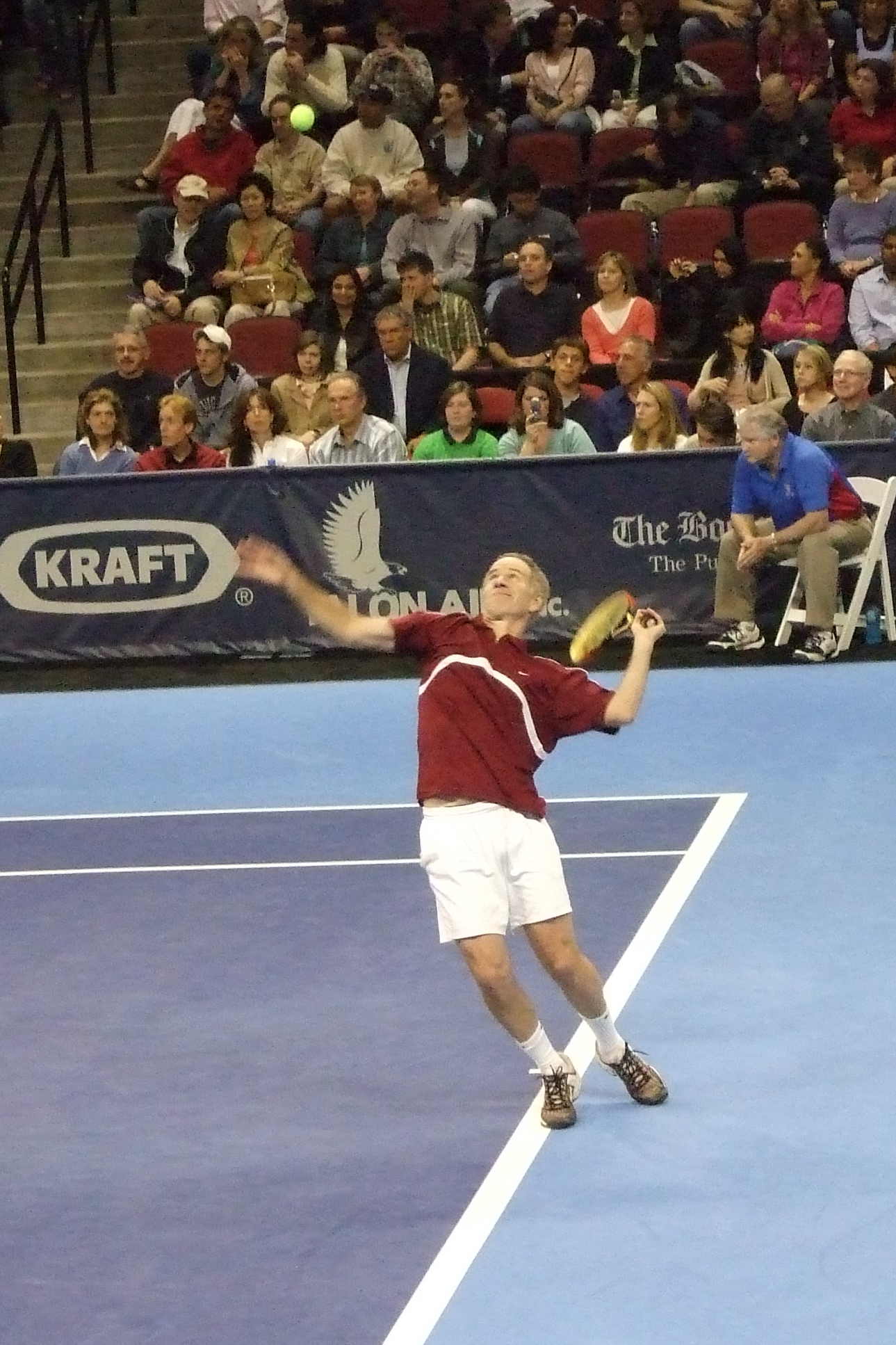
John McEnroe

In questa pagina sono riportati le statistiche e i record realizzati da John McEnroe durante la sua carriera tennistica.

## Statistiche

### Singolare (77)

#### Grande Slam

##### Vinte (7)
| Anno | Torneo        | Superficie | Avversario in finale | Punteggio               |
| 1979 | US Open       | Cemento    | Vitas Gerulaitis     | 7-5, 6-3, 6-3           |
| 1980 | US Open (2)   | Cemento    | Björn Borg           | 7-6, 6-1, 6-7, 5-7, 6-4 |
| 1981 | Wimbledon     | Erba       | Björn Borg           | 4-6, 7-6, 7-6, 6-4      |
| 1981 | US Open (3)   | Cemento    | Björn Borg           | 4-6, 6-2, 6-4, 6-3      |
| 1983 | Wimbledon (2) | Erba       | Chris Lewis          | 6-2, 6-2, 6-2           |
| 1984 | Wimbledon (3) | Erba       | Jimmy Connors        | 6-1, 6-1, 6-2           |
| 1984 | US Open (4)   | Cemento    | Ivan Lendl           | 6-3, 6-4, 6-1           |

##### Sconfitte (4)
| Anno | Torneo          | Superficie  | Avversario in finale | Punteggio               |
| 1980 | Wimbledon       | Erba        | Björn Borg           | 1-6, 7-5, 6-3, 6-7, 8-6 |
| 1982 | Wimbledon (2)   | Erba        | Jimmy Connors        | 3-6, 6-3, 6-7, 7-6, 6-4 |
| 1984 | Open di Francia | Terra rossa | Ivan Lendl           | 3-6, 2-6, 6-4, 7-5, 7-5 |
| 1985 | US Open         | Cemento     | Ivan Lendl           | 7-6, 6-3, 6-4           |

#### Tutti i titoli (77)
Legenda
| Grande Slam |
| Masters     |

| No. | Data              | Torneo                                          | Superficie       | Avversario in finale | Punteggio                     | Circuito   |
| --- | ----------------- | ----------------------------------------------- | ---------------- | -------------------- | ----------------------------- | ---------- |
| 1.  | 24 settembre 1978 | Hartford WCT, Hartford                          | Sintetico indoor | Johan Kriek          | 6-3, 7-5                      | Grand Prix |
| 2.  | 2 ottobre 1978    | Pacific Coast Championships, San Francisco      | Sintetico indoor | Dick Stockton        | 2-6, 7-6, 6-2                 | Grand Prix |
| 3.  | 12 novembre 1978  | Stockholm Open, Stoccolma                       | Cemento indoor   | Tim Gullikson        | 6-2, 6-2                      | Grand Prix |
| 4.  | 20 novembre 1978  | Wembley Championship, Wembley                   | Sintetico indoor | Tim Gullikson        | 6-7, 6-4, 7-6                 | Grand Prix |
| 5.  | 14 gennaio 1979   | Masters, New York                               | Sintetico indoor | Arthur Ashe          | 6-7, 6-3, 7-5                 | Grand Prix |
| 6.  | 25 marzo 1979     | New Orleans Open, New Orleans                   | Sintetico indoor | Roscoe Tanner        | 6-4, 6-2                      | Grand Prix |
| 7.  | 1º aprile 1979    | Milan Indoor, Milano                            | Sintetico indoor | John Alexander       | 6-4, 6-3                      | Grand Prix |
| 8.  | 22 aprile 1979    | San Jose Indoor, San Jose                       | Sintetico indoor | Peter Fleming        | 7-6, 7-6                      | Grand Prix |
| 9.  | 6 maggio 1979     | WCT Finals, Dallas                              | Sintetico indoor | Björn Borg           | 7-5, 4-6, 6-2                 | Grand Prix |
| 10. | 18 giugno 1979    | Queen's Club Championships, Londra              | Erba             | Víctor Pecci         | 6-7, 6-1, 6-1                 | Grand Prix |
| 11. | 5 agosto 1979     | South Orange Open, South Orange                 | Terra verde      | John Lloyd           | 6-7, 6-4, 6-0                 | Grand Prix |
| 12. | 9 settembre 1979  | US Open, New York                               | Cemento          | Vitas Gerulaitis     | 7-5, 6-3, 6-3                 | Grand Prix |
| 13. | 30 settembre 1979 | Pacific Coast Championships, San Francisco (2)  | Sintetico indoor | Peter Fleming        | 4-6, 7-5, 6-2                 | Grand Prix |
| 14. | 11 novembre 1979  | Stockholm Open, Stoccolma (2)                   | Cemento indoor   | Gene Mayer           | 6-7, 6-3, 6-3                 | Grand Prix |
| 15. | 19 novembre 1979  | Wembley Championship, Wembley (2)               | Sintetico indoor | Harold Solomon       | 6-3, 6-4, 7-5                 | Grand Prix |
| 16. | 3 febbraio 1980   | Richmond WCT, Richmond                          | Sintetico indoor | Roscoe Tanner        | 6-1, 6-2                      | Grand Prix |
| 17. | 2 marzo 1980      | U.S. Indoor National Championships, Memphis     | Sintetico indoor | Jimmy Connors        | 7-6, 7-6                      | Grand Prix |
| 18. | 30 marzo 1980     | Milan Indoor, Milano (2)                        | Sintetico indoor | Vijay Amritraj       | 6-1, 6-4                      | Grand Prix |
| 19. | 15 giugno 1980    | Queen's Club Championships, Londra (2)          | Erba             | Kim Warwick          | 6-3, 6-1                      | Grand Prix |
| 20. | 7 settembre 1980  | US Open, New York (2)                           | Cemento          | Björn Borg           | 7-6(4), 6-1, 6-7(5), 5-7, 6-4 | Grand Prix |
| 21. | 12 ottobre 1980   | South Pacific Tennis Classic, Brisbane          | Erba             | Phil Dent            | 6-3, 6-4                      | Grand Prix |
| 22. | 19 ottobre 1980   | Australian Indoor Championships, Sydney         | Cemento indoor   | Vitas Gerulaitis     | 6-3, 6-4, 7-5                 | Grand Prix |
| 23. | 16 novembre 1980  | Wembley Championship, Wembley (3)               | Sintetico indoor | Gene Mayer           | 6-4, 6-3, 6-3                 | Grand Prix |
| 24. | 15 dicembre 1980  | WCT Challenge Cup 1980, Montréal                | Sintetico indoor | Vijay Amritraj       | 6-1, 2-6, 6-1                 | Grand Prix |
| 25. | 15 febbraio 1981  | Pepsi Grand Slam 1981, Boca Raton               | Terra verde      | Guillermo Vilas      | 6-7, 6-4, 6-0                 | Grand Prix |
| 26. | 29 marzo 1981     | Milan Indoor, Milano (3)                        | Sintetico indoor | Björn Borg           | 7-6, 6-4                      | Grand Prix |
| 27. | 5 aprile 1981     | Frankfurt Grand Prix, Francoforte               | Sintetico indoor | Tomáš Šmíd           | 6-2, 6-3                      | Grand Prix |
| 28. | 20 aprile 1981    | Los Angeles Open, Los Angeles                   | Cemento          | Sandy Mayer          | 6-7, 6-3, 6-3                 | Grand Prix |
| 29. | 3 maggio 1981     | WCT Finals, Dallas (2)                          | Sintetico indoor | Johan Kriek          | 6-1, 6-2, 6-4                 | Grand Prix |
| 30. | 14 giugno 1981    | Queen's Club Championships, Londra (3)          | Erba             | Brian Gottfried      | 7-6, 7-5                      | Grand Prix |
| 31. | 4 luglio 1981     | Torneo di Wimbledon, Londra                     | Erba             | Björn Borg           | 4-6, 7-6(1), 7-6(4), 6-4      | Grand Prix |
| 32. | 23 agosto 1981    | Cincinnati Open, Cincinnati                     | Cemento          | Chris Lewis          | 6-3, 6-4                      | Grand Prix |
| 33. | 13 settembre 1981 | US Open, New York (3)                           | Cemento          | Björn Borg           | 4-6, 6-2, 6-4, 6-3            | Grand Prix |
| 34. | 18 ottobre 1981   | Australian Indoor Championships, Sydney (2)     | Cemento indoor   | Roscoe Tanner        | 6-4, 7-5, 6-2                 | Grand Prix |
| 35. | 31 gennaio 1982   | U.S. Pro Indoor, Filadelfia                     | Sintetico indoor | Jimmy Connors        | 6-3, 6-3, 6-1                 | Grand Prix |
| 36. | 26 settembre 1982 | Pacific Coast Championships, San Francisco (3)  | Sintetico indoor | Jimmy Connors        | 6-1, 6-3                      | Grand Prix |
| 37. | 17 ottobre 1982   | Australian Indoor Championships, Sydney (3)     | Cemento indoor   | Gene Mayer           | 6-4, 6-1, 6-4                 | Grand Prix |
| 38. | 31 ottobre 1982   | Tokyo Indoor, Tokyo                             | Sintetico indoor | Peter McNamara       | 7-6, 7-5                      | Grand Prix |
| 39. | 14 novembre 1982  | Wembley Championship, Wembley (4)               | Sintetico indoor | Brian Gottfried      | 6-3, 6-2, 6-4                 | Grand Prix |
| 40. | 7 febbraio 1983   | U.S. Pro Indoor, Filadelfia (2)                 | Sintetico indoor | Ivan Lendl           | 4-6, 7-6, 6-4, 6-3            | Grand Prix |
| 41. | 1º maggio 1983    | WCT Finals, Dallas (3)                          | Sintetico indoor | Ivan Lendl           | 6-2, 4-6, 6-3, 6-7, 7-6       | WCT        |
| 42. | 8 maggio 1983     | WCT Tournament of Champions, Forest Hills       | Terra verde      | Vitas Gerulaitis     | 6-3, 7-5                      | WCT        |
| 43. | 3 luglio 1983     | Torneo di Wimbledon, Londra (2)                 | Erba             | Chris Lewis          | 6-2, 6-2, 6-2                 | Grand Prix |
| 44. | 16 ottobre 1983   | Australian Indoor Championships, Sydney (4)     | Cemento indoor   | Henri Leconte        | 6-1, 6-4, 7-5                 | Grand Prix |
| 45. | 13 novembre 1983  | Wembley Championship, Wembley (5)               | Sintetico indoor | Jimmy Connors        | 7-5, 6-1, 6-4                 | Grand Prix |
| 46. | 15 gennaio 1984   | Masters, New York (2)                           | Sintetico indoor | Ivan Lendl           | 6-3, 6-4, 6-4                 | Grand Prix |
| 47. | 29 gennaio 1984   | U.S. Pro Indoor, Filadelfia (3)                 | Sintetico indoor | Ivan Lendl           | 6-3, 3-6, 6-3, 7-6            | Grand Prix |
| 48. | 12 febbraio 1984  | Richmond WCT, Richmond (2)                      | Sintetico indoor | Steve Denton         | 6-3, 7-6                      | WCT        |
| 49. | 4 marzo 1984      | Madrid Tennis Grand Prix, Madrid                | Sintetico indoor | Tomáš Šmíd           | 6-0, 6-4                      | Grand Prix |
| 50. | 11 marzo 1984     | Brussels Indoor, Bruxelles                      | Sintetico indoor | Ivan Lendl           | 6-1, 6-3                      | Grand Prix |
| 51. | 29 aprile 1984    | WCT Finals, Dallas (4)                          | Sintetico indoor | Jimmy Connors        | 6-1, 6-2, 6-3                 | WCT        |
| 52. | 13 maggio 1984    | WCT Tournament of Champions, Forest Hills (2)   | Terra verde      | Ivan Lendl           | 6-4, 6-2                      | WCT        |
| 53. | 17 giugno 1984    | Queen's Club Championships, Londra (4)          | Erba             | Leif Shiras          | 6-1, 3-6, 6-2                 | Grand Prix |
| 54. | 8 luglio 1984     | Torneo di Wimbledon, Londra (3)                 | Erba             | Jimmy Connors        | 6-1, 6-1, 6-2                 | Grand Prix |
| 55. | 19 agosto 1984    | Canada Open, Toronto                            | Cemento          | Vitas Gerulaitis     | 6-0, 6-3                      | Grand Prix |
| 56. | 9 settembre 1984  | US Open, New York (4)                           | Cemento          | Ivan Lendl           | 6-3, 6-4, 6-1                 | Grand Prix |
| 57. | 23 settembre 1984 | Pacific Coast Championships, San Francisco (4)  | Sintetico indoor | Brad Gilbert         | 6-4, 6-4                      | Grand Prix |
| 58. | 5 novembre 1984   | Stockholm Open, Stoccolma (3)                   | Sintetico indoor | Mats Wilander        | 6-2, 3-6, 6-2                 | Grand Prix |
| 59. | 13 gennaio 1985   | Masters, New York (3)                           | Sintetico indoor | Ivan Lendl           | 7-5, 6-0, 6-4                 | Grand Prix |
| 60. | 28 gennaio 1985   | U.S. Pro Indoor, Filadelfia (4)                 | Sintetico indoor | Miloslav Mečíř       | 6-3, 7-6, 6-1                 | Grand Prix |
| 61. | 2 marzo 1985      | Houston Shootout, Houston                       | Sintetico indoor | Kevin Curren         | 7-5, 6-1, 7-6                 | Grand Prix |
| 62. | 31 marzo 1985     | Milan Indoor, Milano (4)                        | Sintetico indoor | Anders Järryd        | 6-4, 6-1                      | Grand Prix |
| 63. | 7 aprile 1985     | Chicago Grand Prix, Chicago                     | Sintetico indoor | Jimmy Connors        | walkover                      | Grand Prix |
| 64. | 28 aprile 1985    | Atlanta Open, Atlanta                           | Sintetico indoor | Paul Annacone        | 7-6, 7-6, 6-2                 | Grand Prix |
| 65. | 11 agosto 1985    | ATP Volvo International, Stratton Mountain      | Cemento          | Ivan Lendl           | 7-6, 6-2                      | Grand Prix |
| 66. | 18 agosto 1985    | Canada Open, (2) Montréal                       | Cemento          | Ivan Lendl           | 7-5, 6-3                      | Grand Prix |
| 67. | 10 novembre 1985  | Stockholm Open, Stoccolma (4)                   | Cemento indoor   | Anders Järryd        | 6-1, 6-2                      | Grand Prix |
| 68. | 21 settembre 1986 | Los Angeles Open, Los Angeles (2)               | Cemento          | Stefan Edberg        | 6-2, 6-3                      | Grand Prix |
| 69. | 28 settembre 1986 | Pacific Coast Championships, San Francisco (5)  | Sintetico indoor | Jimmy Connors        | 7-6, 6-3                      | Grand Prix |
| 70. | 13 ottobre 1986   | WCT Scottsdale Open, Scottsdale                 | Cemento          | Kevin Curren         | 6-3, 3-6, 6-2                 | Grand Prix |
| 71. | 17 aprile 1988    | Japan Open Tennis Championships, Tokyo          | Cemento          | Stefan Edberg        | 6-2, 6-2                      | Grand Prix |
| 72. | 20 novembre 1988  | Detroit Open, Detroit                           | Sintetico indoor | Aaron Krickstein     | 7-5, 6-2                      | Grand Prix |
| 73. | 27 febbraio 1989  | Grand Prix de Tennis de Lyon, Lione             | Cemento indoor   | Jakob Hlasek         | 6-3, 7-6                      | Grand Prix |
| 74. | 6 marzo 1989      | WCT Finals, Dallas (5)                          | Sintetico indoor | Brad Gilbert         | 6-3, 6-3, 7-6                 | Grand Prix |
| 75. | 13 agosto 1989    | Indianapolis Tennis Championships, Indianapolis | Cemento          | Jay Berger           | 6-4, 4-6, 6-4                 | Grand Prix |
| 76. | 24 settembre 1990 | Swiss Indoors, Basilea                          | Cemento indoor   | Goran Ivanišević     | 6-7, 4-6, 7-6, 6-3, 6-4       | ATP Tour   |
| 77. | 25 febbraio 1991  | Chicago Grand Prix, Chicago (2)                 | Cemento          | Patrick McEnroe      | 3-6, 6-2, 6-4                 | ATP Tour   |

#### Finali perse (32)
| No. | Data              | Torneo                                          | Superficie       | Avversario in finale | Punteggio                     | Circuito   |
| --- | ----------------- | ----------------------------------------------- | ---------------- | -------------------- | ----------------------------- | ---------- |
| 1.  | 24 giugno 1978    | Queen's Club Championships, Londra              | Erba             | Tony Roche           | 8-6, 9-7                      | Grand Prix |
| 2.  | 30 ottobre 1978   | Swiss Indoors, Basilea                          | Sintetico indoor | Guillermo Vilas      | 6-3, 5-7, 7-5                 | Grand Prix |
| 3.  | 2 aprile 1979     | ABN AMRO World Tennis Tournament, Rotterdam     | Sintetico indoor | Björn Borg           | 6-4, 6-2                      | Grand Prix |
| 4.  | 19 agosto 1979    | Canada Open, Toronto                            | Cemento          | Björn Borg           | 6-3, 6-3                      | Grand Prix |
| 5.  | 23 settembre 1979 | Los Angeles Open, Los Angeles                   | Sintetico indoor | Peter Fleming        | 6-4, 6-4                      | Grand Prix |
| 6.  | 27 gennaio 1980   | U.S. Pro Indoor, Filadelfia                     | Sintetico indoor | Jimmy Connors        | 6-3, 2-6, 6-3, 3-6, 6-4       | Grand Prix |
| 7.  | 4 maggio 1980     | WCT Finals, Dallas                              | Sintetico indoor | Jimmy Connors        | 2-6, 7-6, 6-1, 6-2            | Grand Prix |
| 8.  | 11 maggio 1980    | WCT Tournament of Champions, Forest Hills       | Terra verde      | Vitas Gerulaitis     | 2-6, 6-2, 6-0                 | Grand Prix |
| 9.  | 6 luglio 1980     | Torneo di Wimbledon, Londra                     | Erba             | Björn Borg           | 1-6, 7-5, 6-3, 6-7(16), 8-6   | Grand Prix |
| 10. | 3 agosto 1980     | South Orange Open, South Orange                 | Terra verde      | José Luis Clerc      | 6-3, 6-2                      | Grand Prix |
| 11. | 10 novembre 1980  | Stockholm Open, Stoccolma                       | Sintetico indoor | Björn Borg           | 6-3, 6-4                      | Grand Prix |
| 12. | 15 novembre 1981  | Wembley Championship, Wembley                   | Sintetico indoor | Jimmy Connors        | 3-6, 2-6, 6-3, 6-4, 6-2       | Grand Prix |
| 13. | 14 febbraio 1982  | U.S. Indoor National Championships, Memphis     | Sintetico indoor | Johan Kriek          | 6-3, 3-6, 6-4                 | Grand Prix |
| 14. | 20 aprile 1982    | WCT Finals, Dallas                              | Sintetico indoor | Ivan Lendl           | 6-2, 3-6, 6-3, 6-3            | WCT        |
| 15. | 7 giugno 1982     | Queen's Club Championships, Londra              | Erba             | Jimmy Connors        | 7-5, 6-3                      | Grand Prix |
| 16. | 4 luglio 1982     | Torneo di Wimbledon, Londra                     | Erba             | Jimmy Connors        | 3-6, 6-3, 6-7(2), 7-6(5), 6-4 | Grand Prix |
| 17. | 23 gennaio 1983   | Volvo Masters, New York                         | Sintetico indoor | Ivan Lendl           | 6-4, 6-4, 6-2                 | Grand Prix |
| 18. | 12 giugno 1983    | Queen's Club Championships, Londra              | Erba             | Jimmy Connors        | 6-3, 6-3                      | Grand Prix |
| 19. | 21 agosto 1983    | Cincinnati Open, Cincinnati                     | Cemento          | Mats Wilander        | 6-4, 6-4                      | Grand Prix |
| 20. | 25 settembre 1983 | Pacific Coast Championships, San Francisco      | Sintetico indoor | Ivan Lendl           | 3-6, 7-6, 6-4                 | Grand Prix |
| 21. | 10 giugno 1984    | Open di Francia, Parigi                         | Terra rossa      | Ivan Lendl           | 3-6, 2-6, 6-4, 7-5, 7-5       | Grand Prix |
| 22. | 12 maggio 1985    | WCT Tournament of Champions, Forest Hills       | Terra verde      | Ivan Lendl           | 6-3, 6-3                      | Grand Prix |
| 23. | 8 settembre 1985  | US Open, New York                               | Cemento          | Ivan Lendl           | 7-6(1), 6-3, 6-4              | Grand Prix |
| 24. | 8 febbraio 1987   | U.S. Pro Indoor, Filadelfia                     | Sintetico indoor | Tim Mayotte          | 3-6, 6-1, 6-3, 6-1            | Grand Prix |
| 25. | 16 marzo 1987     | ABN AMRO World Tennis Tournament, Rotterdam     | Sintetico indoor | Stefan Edberg        | 3-6, 6-3, 6-1                 | Grand Prix |
| 26. | 29 marzo 1987     | Brussels Indoor, Bruxelles                      | Sintetico indoor | Mats Wilander        | 6-3, 6-4                      | Grand Prix |
| 27. | 13 aprile 1987    | WCT Finals, Dallas                              | Sintetico indoor | Miloslav Mečíř       | 6-0, 3-6, 6-2, 6-2            | Grand Prix |
| 28. | 10 agosto 1987    | ATP Volvo International, Stratton Mountain      | Cemento          | Ivan Lendl           | 7-6, 4-1 (non terminata)      | Grand Prix |
| 29. | 13 agosto 1988    | Indianapolis Tennis Championships, Indianapolis | Cemento          | Boris Becker         | 6-4, 6-2                      | Grand Prix |
| 30. | 20 agosto 1989    | Canada Open, Montréal                           | Cemento          | Ivan Lendl           | 6-1, 6-3                      | Grand Prix |
| 31. | 15 ottobre 1989   | Grand Prix de Tennis de Toulouse, Tolosa        | Sintetico indoor | Jimmy Connors        | 6-3, 6-3                      | Grand Prix |
| 32. | 29 settembre 1991 | Swiss Indoors, Basilea                          | Cemento indoor   | Jakob Hlasek         | 7-6(4), 6-0, 6-3              | Grand Prix |

### Titoli non ATP

#### Tornei con almeno 8 partecipanti
| No. | Data              | Torneo                                   | Superficie       | Avversario in finale | Punteggio                  |
| --- | ----------------- | ---------------------------------------- | ---------------- | -------------------- | -------------------------- |
| 1.  | 18 maggio 1980    | Gunze Invitational, Kōbe                 | Sintetico indoor | Victor Amaya         | 6-2, 6-3                   |
| 2.  | 9 agosto 1981     | Frejus Round Robin Tournament, Fréjus    | Cemento          | Thierry Tulasne      | 6-2, 6-3, 2-6, 6-4         |
| 3.  | 12 gennaio 1982   | Challenge of Champions, Rosemont         | Sintetico indoor | Jimmy Connors        | 6-2, 6-4, 6-1              |
| 4.  | 5 giugno 1982     | Manchester Open, Manchester              | Erba             | Russell Simpson      | 6-3, 6-7, 10-8             |
| 5.  | 20 novembre 1983  | European Community Championship, Anversa | Sintetico indoor | Gene Mayer           | 6-4, 6-3, 6-4              |
| 6.  | 6 gennaio 1986    | Challenge of Champions, Rosemont         | Sintetico indoor | Guillermo Vilas      | 7-5, 6-0                   |
| 7.  | 10 novembre 1986  | European Community Championship, Anversa | Sintetico indoor | Miloslav Mečíř       | 6-3, 1-6, 7-6(5), 5-7, 6-2 |
| 8.  | 6 ottobre 1987    | Challenge of Champions, Atlanta          | Sintetico indoor | Paul Annacone        | 6-4, 7-5                   |
| 9.  | 6 novembre 1988   | European Community Championship, Anversa | Sintetico indoor | Andrej Česnokov      | 6-1, 7-5, 6-2              |
| 10. | 11 giugno 1989    | Kent Championships, Beckenham            | Erba             | Broderick Dyke       | 6-4, 7-6(0)                |
| 11. | 18 giugno 1989    | Scotland Dewar Cup Edinburgh, Edimburgo  | Erba             | Jimmy Connors        | 7-6(2), 7-6(4)             |
| 12. | 16 settembre 1990 | California Tennis Challenge, Palo Alto   | Cemento          | Paul Annacone        | 3-6, 6-4, 6-2              |

#### Tornei con meno di 8 partecipanti
| No. | Data             | Torneo                                         | Superficie | Avversario in finale | Punteggio     |
| --- | ---------------- | ---------------------------------------------- | ---------- | -------------------- | ------------- |
| 1.  | 22 luglio 1979   | Abruzzo Invitational, San Benedetto del Tronto | Sintetico  | Corrado Barazzutti   | 6-3, 6-2      |
| 2.  | 24 luglio 1979   | All Stars Exhibition Series, Fréjus            | Cemento    | Jimmy Connors        | 6-3, 6-2      |
| 3.  | 12 ottobre 1979  | BP Super Challenge Round Robin, Melbourne      | Sintetico  | Vitas Gerulaitis     | 6-4, 7-6      |
| 4.  | 14 ottobre 1979  | Super Challenge Tennis, Perth                  | Sintetico  | Guillermo Vilas      | 6-2, 6-4      |
| 5.  | 8 aprile 1980    | Invitational Cup, Bruxelles                    | Sintetico  | Jimmy Connors        | 6-1, 7-5      |
| 6.  | 8 aprile 1981    | Invitational Challenge, Roma                   | Sintetico  | Ivan Lendl           | 7-6, 6-4      |
| 7.  | 3 novembre 1982  | Super Challenge Tennis, Perth                  | Sintetico  | Björn Borg           | 6-1, 6-4      |
| 8.  | 25 novembre 1983 | Rio Tennis Challenge, Canberra                 | Sintetico  | Ivan Lendl           | 6-3, 6-1      |
| 9.  | 18 febbraio 1984 | Akai Gold Challenge Tennis, Sydney             | Sintetico  | Guillermo Vilas      | 6-3, 6-3, 6-3 |
| 10. | 6 marzo 1984     | Japan Invitational Cup, Osaka                  | Sintetico  | Yannick Noah         | 7-6, 0-6, 6-3 |
| 11. | 16 aprile 1985   | Tennis Challenge Series, Inglewood             | Sintetico  | Ivan Lendl           | 6-4, 7-6      |
| 12. | 5 novembre 1986  | All Stars Tennis Classic, Bologna              | Sintetico  | Paolo Canè           | 6-1, 6-2      |
| 13. | 26 aprile 1988   | Tennis Challenge Series, Inglewood             | Sintetico  | Stefan Edberg        | 6-3, 6-4      |
| 14. | 22 ottobre 1988  | Torino Sport Palace Classic, Torino            | Sintetico  | Aaron Krickstein     | 6-3, 6-1      |
| 15. | 11 dicembre 1988 | Tennis Challenge Series, Inglewood             | Sintetico  | Ivan Lendl           | 7-5, 6-2      |
| 16. | 14 gennaio 1990  | Rio International Challenge, Adelaide          | Cemento    | Stefan Edberg        | 4-6, 7-6, 6-4 |

### Doppio

#### Vittorie (79)
Legenda
| Grande Slam |
| Masters     |

| No. | Anno  | Torneo                                            | Superficie       | Partner         | Avversario in finale                 | Punteggio in finale     |
| --- | ----- | ------------------------------------------------- | ---------------- | --------------- | ------------------------------------ | ----------------------- |
| 1.  | 1978  | South Orange Open, South Orange                   | Terra verde      | Peter Fleming   | Ion Țiriac Guillermo Vilas           | 6-3, 6-3                |
| 2.  | 1978  | Hartford WCT, Hartford                            | Sintetico indoor | William Maze    | Mark Edmondson Van Winitsky          | 6-3, 3-6, 7-5           |
| 3.  | 1978  | Pacific Coast Championships, San Francisco        | Sintetico indoor | Peter Fleming   | Bob Lutz Stan Smith                  | 5-7, 6-4, 6-4           |
| 4.  | 1978  | Swiss Indoors, Basilea                            | Sintetico indoor | Wojciech Fibak  | Bruce Manson Andrew Pattison         | 7-6, 7-5                |
| 5.  | 1978  | Cologne Grand Prix, Colonia                       | Cemento indoor   | Peter Fleming   | Bob Hewitt Frew McMillan             | 6-3, 6-2                |
| 6.  | 1978  | Bologna Indoor, Bologna                           | Sintetico indoor | Peter Fleming   | Jean-Louis Haillet Antonio Zugarelli | 6-1, 6-4                |
| 7.  | 1978  | Wembley Championship, Wembley                     | Sintetico indoor | Peter Fleming   | Bob Hewitt Frew McMillan             | 7-6, 4-6, 6-4           |
| 8.  | 1979. | Masters Doubles WCT, New York                     | Sintetico indoor | Peter Fleming   | Ilie Năstase Sherwood Stewart        | 3-6, 6-2, 6-3, 6-1      |
| 9.  | 1979  | Masters, New York                                 | Sintetico indoor | Peter Fleming   | Wojtek Fibak Tom Okker               | 6-4, 6-2, 6-4           |
| 10. | 1979  | Richmond WCT, Richmond                            | Sintetico indoor | Brian Gottfried | Ion Țiriac Guillermo Vilas           | 6-4, 6-3                |
| 11. | 1979  | New Orleans Open, New Orleans                     | Sintetico indoor | Peter Fleming   | Bob Lutz Stan Smith                  | 6-1, 6-3                |
| 12. | 1979  | Milan Indoor, Milano                              | Sintetico indoor | Peter Fleming   | José Luis Clerc Tomáš Šmíd           | 6-1, 6-3                |
| 13. | 1979  | ABN AMRO World Tennis Tournament, Rotterdam       | Sintetico indoor | Peter Fleming   | Heinz Günthardt Bernard Mitton       | 6-4, 6-4                |
| 14. | 1979  | San Jose Indoor, San Jose                         | Sintetico indoor | Peter Fleming   | Hank Pfister Brad Rowe               | 6-3 6-4                 |
| 15. | 1979  | Torneo di Wimbledon, Londra                       | Erba             | Peter Fleming   | Brian Gottfried Raúl Ramírez         | 4-6, 6-4, 6-2, 6-2      |
| 16. | 1979  | WCT Invitational, Forest Hills                    | Terra verde      | Peter Fleming   | Gene Mayer Sandy Mayer               | 6-7, 7-6, 6-3           |
| 17. | 1979  | South Orange Open, South Orange (2)               | Terra verde      | Peter Fleming   | Fritz Buehning Bruce Nichols         | 6-1, 6-3                |
| 18. | 1979  | U.S. Men's Clay Court Championships, Indianapolis | Terra verde      | Gene Mayer      | Jan Kodeš Tomáš Šmíd                 | 6-4, 7-6                |
| 19. | 1979  | Canada Open, Toronto                              | Cemento          | Peter Fleming   | Heinz Günthardt Bob Hewitt           | 6-7, 7-6, 6-1           |
| 20. | 1979  | US Open, New York                                 | Cemento          | Peter Fleming   | Bob Lutz Stan Smith                  | 6-2, 6-4                |
| 21. | 1979  | Pacific Coast Championships, San Francisco (2)    | Sintetico indoor | Peter Fleming   | Wojciech Fibak Frew McMillan         | 6-2, 6-3                |
| 22. | 1979  | Stockholm Open, Stoccolma                         | Cemento indoor   | Peter Fleming   | Tom Okker Wojciech Fibak             | 6-4, 6-4                |
| 23. | 1979  | Wembley Championship, Wembley (2)                 | Sintetico indoor | Peter Fleming   | Tomáš Šmíd Stan Smith                | 6-2, 6-3                |
| 24. | 1979  | Bologna Indoor, Bologna (2)                       | Sintetico indoor | Peter Fleming   | Fritz Buehning Ferdi Taygan          | 6-1, 6-1                |
| 25. | 1980  | Masters, New York (2)                             | Sintetico indoor | Peter Fleming   | Wojtek Fibak Tom Okker               | 6-3, 7-6, 6-1           |
| 26. | 1980  | U.S. Pro Indoor, Filadelfia                       | Sintetico indoor | Peter Fleming   | Brian Gottfried Raúl Ramírez         | 7-6, 4-6, 6-3           |
| 27. | 1980  | U.S. Indoor National Championships, Memphis       | Sintetico indoor | Brian Gottfried | Rod Frawley Tomáš Šmíd               | 6-3, 6-4                |
| 28. | 1980  | Milan Indoor, Milano (2)                          | Sintetico indoor | Peter Fleming   | Andrew Pattison Butch Walts          | 6-4, 6-3                |
| 29. | 1980  | WCT Tournament of Champions, Forest Hills         | Terra verde      | Peter Fleming   | Peter McNamara Paul McNamee          | 6-2, 5-7, 6-2           |
| 30. | 1980  | South Orange Open, South Orange (3)               | Terra verde      | Bill Maze       | Fritz Buehning Van Winitsky          | 7-6, 6-4                |
| 31. | 1980  | Pacific Coast Championships, San Francisco (3)    | Sintetico indoor | Peter Fleming   | Gene Mayer Sandy Mayer               | 6-4, 6-3                |
| 32. | 1980  | Hawaiian Open, Maui                               | Cemento          | Peter Fleming   | Victor Amaya Hank Pfister            | 7-6, 6-7, 6-2           |
| 33. | 1980  | South Pacific Tennis Classic, Brisbane            | Erba             | Matt Mitchell   | Phil Dent Rod Frawley                | 8-6                     |
| 34. | 1980  | Australian Indoor Championships, Sydney           | Cemento indoor   | Peter Fleming   | Tim Gullikson Johan Kriek            | 4-6, 6-1, 6-2           |
| 35. | 1980  | Wembley Championship, Wembley (3)                 | Sintetico indoor | Peter Fleming   | Bill Scanlon Eliot Teltscher         | 7-5, 6-3                |
| 36. | 1981  | Masters, New York (3)                             | Sintetico indoor | Peter Fleming   | Peter McNamara Paul McNamee          | 6-4, 6-3                |
| 37  | 1981  | Countrywide Classic, Los Angeles                  | Cemento          | Ferdi Taygan    | Tom Gullikson Butch Walts            | 6-4, 6-4                |
| 38. | 1981  | Alan King Tennis Classic, Las Vegas               | Cemento          | Peter Fleming   | Tracy Delatte Trey Waltke            | 6-3, 7-6                |
| 39. | 1981  | WCT Tournament of Champions, Forest Hills (2)     | Terra verde      | Peter Fleming   | John Fitzgerald Andy Kohlberg        | 6-4, 6-4                |
| 40. | 1981  | Torneo di Wimbledon, Londra (2)                   | Erba             | Peter Fleming   | Robert Lutz Stan Smith               | 6-4, 6-4, 6-4           |
| 41. | 1981  | Cincinnati Open, Cincinnati                       | Cemento          | Ferdi Taygan    | Steve Denton Mark Edmondson          | 6-2, 6-3                |
| 42. | 1981  | US Open, New York (2)                             | Cemento          | Peter Fleming   | Heinz Günthardt Peter McNamara       | walkover                |
| 43. | 1981  | Pacific Coast Championships, San Francisco (4)    | Sintetico indoor | Peter Fleming   | Mark Edmondson Sherwood Stewart      | 6-2, 6-2                |
| 44. | 1981  | Australian Indoor Championships, Sydney (2)       | Cemento indoor   | Peter Fleming   | Sherwood Stewart Ferdi Taygan        | 6-7, 7-6, 6-1           |
| 45. | 1982  | Masters, New York (4)                             | Sintetico indoor | Peter Fleming   | Kevin Curren Steve Denton            | 6-3, 6-3                |
| 46. | 1982  | U.S. Pro Indoor, Filadelfia (2)                   | Sintetico indoor | Peter Fleming   | Sherwood Stewart Ferdi Taygan        | 7-6, 6-4                |
| 47. | 1982  | Queen's Club Championships, Londra                | Erba             | Peter Rennert   | Victor Amaya Hank Pfister            | 7-6, 7-5                |
| 48. | 1982  | Cincinnati Open, Cincinnati (2)                   | Cemento          | Peter Fleming   | Steve Denton Mark Edmondson          | 6-2, 6-3                |
| 49. | 1982  | Australian Indoor Championships, Sydney (3)       | Cemento indoor   | Peter Rennert   | Steve Denton Mark Edmondson          | 6-3, 7-6                |
| 50. | 1982  | Wembley Championship, Wembley (4)                 | Sintetico indoor | Peter Fleming   | Heinz Günthardt Tomáš Šmíd           | 7-6, 6-4                |
| 51. | 1983  | Masters, New York (5)                             | Sintetico indoor | Peter Fleming   | Sherwood Stewart Ferdi Taygan        | 7-5, 6-3                |
| 52. | 1983  | Los Angeles Open, Los Angeles                     | Cemento          | Peter Fleming   | Sandy Mayer Ferdi Taygan             | 6-1, 6-2                |
| 53. | 1983  | Torneo di Wimbledon, Londra (3)                   | Erba             | Peter Fleming   | Tim Gullikson Tom Gullikson          | 6-4, 6-3, 6-4           |
| 54. | 1983  | US Open, New York (3)                             | Cemento          | Peter Fleming   | Fritz Buehning Van Winitsky          | 6-3, 6-4, 6-2           |
| 55. | 1983  | Pacific Coast Championships, San Francisco (5)    | Sintetico indoor | Peter Fleming   | Ivan Lendl Vincent Van Patten        | 6-1, 6-2                |
| 56. | 1983  | Wembley Championship, Wembley (5)                 | Sintetico indoor | Peter Fleming   | Steve Denton Sherwood Stewart        | 6-3, 6-4                |
| 57. | 1984  | Masters, New York (6)                             | Sintetico indoor | Peter Fleming   | Pavel Složil / Tomáš Šmíd            | 6-2, 6-2                |
| 58. | 1984  | U.S. Pro Indoor, Filadelfia (3)                   | Sintetico indoor | Peter Fleming   | Henri Leconte Yannick Noah           | 6-2, 6-3                |
| 59. | 1984  | Richmond WCT, Richmond (2)                        | Sintetico indoor | Patrick McEnroe | Steve Denton Kevin Curren            | 7-6, 6-2                |
| 60. | 1984  | Madrid Tennis Grand Prix, Madrid                  | Sintetico indoor | Peter Fleming   | Fritz Buehning Ferdi Taygan          | 6-3, 6-3                |
| 61. | 1984  | Torneo di Wimbledon, Londra (4)                   | Erba             | Peter Fleming   | Pat Cash Paul McNamee                | 6-2, 5-7, 6-2, 3-6, 6-3 |
| 62. | 1984  | Canada Open, Toronto (2)                          | Cemento          | Peter Fleming   | Kim Warwick John Fitzgerlad          | 6-4, 6-2                |
| 63. | 1984  | Pacific Coast Championships, San Francisco (6)    | Sintetico indoor | Peter Fleming   | Mike De Palmer Sammy Giammalva Jr.   | 6-3, 6-4                |
| 64. | 1985  | Masters, New York (7)                             | Sintetico indoor | Peter Fleming   | Mark Edmondson Sherwood Stewart      | 6-3, 6-1                |
| 65. | 1985  | Houston Shootout, Houston                         | Sintetico indoor | Peter Fleming   | Hank Pfister Ben Testerman           | 6-3, 6-2                |
| 66. | 1985  | WCT Finals, Dallas                                | Sintetico indoor | Peter Fleming   | Mark Edmondson Sherwood Stewart      | 6-3 6-1                 |
| 67. | 1986  | ATP Volvo International, Stratton Mountain        | Cemento          | Peter Fleming   | Paul Annacone Christo van Rensburg   | 6-3, 3-6, 6-3           |
| 68. | 1986  | Pacific Coast Championships, San Francisco (7)    | Sintetico indoor | Peter Fleming   | Mike De Palmer Gary Donnelly         | 6-4, 7-6                |
| 69. | 1986  | Paris Open, Parigi                                | Sintetico indoor | Peter Fleming   | Mansour Bahrami Diego Pérez          | 6-3, 6-2                |
| 70. | 1986  | Wembley Championship, Wembley (6)                 | Sintetico indoor | Peter Fleming   | Sherwood Stewart Kim Warwick         | 3-6, 7-6, 6-2           |
| 71. | 1988  | Los Angeles Open, Los Angeles (2)                 | Cemento          | Mark Woodforde  | Peter Doohan Jim Grabb               | 6-4 6-4                 |
| 72. | 1988  | Pacific Coast Championships, San Francisco (8)    | Sintetico indoor | Mark Woodforde  | Rick Leach Jim Pugh                  | 6-4 7-6                 |
| 73. | 1989  | Milan Indoor, Milano (3)                          | Sintetico indoor | Jakob Hlasek    | Heinz Günthardt Balázs Taróczy       | 6-3 6-4                 |
| 74. | 1989  | US Open, New York (4)                             | Cemento          | Mark Woodforde  | Ken Flach Robert Seguso              | 6-4 4-6 6-3 6-3         |
| 75. | 1989  | Wembley Championship, Wembley (7)                 | Sintetico indoor | Jakob Hlasek    | Jeremy Bates Kevin Curren            | 6-1 7-6                 |
| 76. | 1992  | Brussels Indoor, Bruxelles                        | Sintetico indoor | Boris Becker    | Guy Forget Jakob Hlasek              | 6-3 6-2                 |
| 77. | 1992  | Torneo di Wimbledon, Londra (5)                   | Erba             | Michael Stich   | Jim Grabb Richey Reneberg            | 5-7 7-6 3-6 7-6 19-17   |
| 78. | 1992  | Paris Open, Parigi (2)                            | Sintetico indoor | Patrick McEnroe | Patrick Galbraith Danie Visser       | 7-6 6-3                 |
| 79. | 2006  | SAP Open, San Jose                                | Cemento indoor   | Jonas Björkman  | Paul Goldstein Jim Thomas            | 7-6(2), 4-6, [10-7]     |

#### Finali perse (21)
| No. | Anno | Torneo                                       | Superficie       | Partner          | Avversario in finale             | Punteggio in finale     |
| --- | ---- | -------------------------------------------- | ---------------- | ---------------- | -------------------------------- | ----------------------- |
| 1.  | 1978 | Washington Indoor, Washington                | Sintetico indoor | Arthur Ashe      | Robert Lutz Stan Smith           | 6-7, 7-5, 6-1           |
| 2.  | 1978 | Torneo di Wimbledon, Londra                  | Erba             | Peter Fleming    | Bob Hewitt Frew McMillan         | 6-1 6-4 6-2             |
| 3.  | 1978 | Hawaiian Open, Maui                          | Cemento          | Peter Fleming    | Tim Gullikson Tom Gullikson      | 7-6, 7-6                |
| 4.  | 1979 | U.S. Pro Indoor, Filadelfia                  | Sintetico indoor | Peter Fleming    | Wojciech Fibak Tom Okker         | 6-4, 6-3                |
| 5.  | 1980 | Monte Carlo Open, Monte Carlo                | Terra rossa      | Vitas Gerulaitis | Paolo Bertolucci Adriano Panatta | 6-2, 5-7, 6-4           |
| 6.  | 1980 | US Open, New York                            | Cemento          | Peter Fleming    | Bob Lutz Stan Smith              | 7-6, 3-6, 6-1, 3-6, 6-3 |
| 7.  | 1981 | Milan Indoor, Milano                         | Sintetico indoor | Peter Rennert    | Brian Gottfried Raúl Ramírez     | 7-6, 6-3                |
| 8.  | 1981 | Frankfurt Grand Prix, Francoforte            | Sintetico indoor | Vitas Gerulaitis | Brian Teacher Butch Walts        | 7-5, 6-7, 7-5           |
| 9.  | 1981 | Canada Open, Montréal                        | Cemento          | Peter Fleming    | Raúl Ramírez Ferdi Taygan        | 2-6, 7-6, 6-4           |
| 10. | 1981 | Wembley Championship, Wembley                | Sintetico indoor | Peter Fleming    | Sherwood Stewart Ferdi Taygan    | 7-5, 6-7, 6-4           |
| 11. | 1982 | U.S. Indoor National Championships, Memphis  | Sintetico indoor | Peter Fleming    | Kevin Curren Steve Denton        | 6-4, 7-5                |
| 12. | 1982 | Torneo di Wimbledon, Londra (2)              | Erba             | Peter Fleming    | Peter McNamara Paul McNamee      | 6-3, 6-2                |
| 13. | 1982 | Canada Open, (2) Toronto                     | Cemento          | Peter Fleming    | Steve Denton Mark Edmondson      | 6-7, 7-5, 6-2           |
| 14. | 1982 | Tokyo Indoor, Tokyo                          | Sintetico indoor | Peter Rennert    | Tim Gullikson Tom Gullikson      | 6-4, 3-6, 7-6           |
| 15. | 1983 | U.S. Pro Indoor, Filadelfia                  | Sintetico indoor | Peter Fleming    | Kevin Curren Steve Denton        | 4-6, 7-6, 7-6           |
| 16. | 1983 | Australian Indoor Championships, Sydney      | Cemento indoor   | Peter Rennert    | Mark Edmondson Sherwood Stewart  | 6-2, 6-4                |
| 17. | 1986 | Los Angeles Open, Los Angeles                | Cemento          | Peter Fleming    | Stefan Edberg Anders Järryd      | 3-6, 7-5, 7-6           |
| 18. | 1989 | Grand Prix de Tennis de Lyon, Lione          | Sintetico indoor | Jakob Hlasek     | Eric Jelen Michael Mortensen     | 6-2 3-6 6-3             |
| 19. | 1991 | Swiss Indoors, Basilea                       | Cemento indoor   | Petr Korda       | Jakob Hlasek Patrick McEnroe     | 3-6 7-6 7-6             |
| 20. | 1992 | Rosmalen Grass Court Championships, Rosmalen | Erba             | Michael Stich    | Jim Grabb Richey Reneberg        | 6-4 6-7 6-4             |
| 21. | 1992 | Canada Open, (3) Toronto                     | Cemento          | Andre Agassi     | Patrick Galbraith Danie Visser   | 7-5 6-4                 |

### Doppio misto

#### Vinte (1)
| Anno | Torneo          | Partner      | Avversari in finale        | Punteggio |
| 1977 | Open di Francia | Mary Carillo | Florența Mihai Iván Molina | 7-6, 6-3  |

## Risultati in progressione
| Sigla | Risultato               |
| ----- | ----------------------- |
| V     | Vincitore               |
| F     | Finalista               |
| SF    | Semifinalista           |
| O     | Oro olimpico            |
| A     | Argento olimpico        |
| SF    | Bronzo olimpico         |
| QF    | Quarti di Finale        |
| 4T    | Quarto turno            |
| 3T    | Terzo turno             |
| 2T    | Secondo turno           |
| 1T    | Primo turno             |
| RR    | Round Robin             |
| LQ    | Turno di qualificazione |
| A     | Assente                 |
| ND    | Non disputato           |

| Legenda superfici    |
| -------------------- |
| Cemento              |
| Terra battuta        |
| Erba                 |
| Superficie variabile |

| Grande Slam                                       |               |               |               |               |               |               |               |               |               |               |               |               |               |                     |                     |                     |                     |                     |                     |              |              |              |
| Australian Open                                   | A             | A             | A             | A             | A             | A             | A             | SF            | A             | QF            | ND            | A             | A             | QF                  | 4T                  | A                   | QF                  | A                   | A                   | 0 / 5        | 18-5         | 78,26        |
| French Open                                       | A             | 2T            | A             | A             | 3T            | QF            | A             | QF            | F             | SF            | A             | 1T            | 4T            | A                   | A                   | 1T                  | 1T                  | A                   | A                   | 0 / 10       | 25-10        | 71,43        |
| Wimbledon                                         | A             | SF            | 1T            | 4T            | F             | V             | F             | V             | V             | QF            | A             | A             | 2T            | SF                  | 1T                  | 4T                  | SF                  | A                   | A                   | 3 / 14       | 59-11        | 84,29        |
| US Open                                           | A             | 4T            | SF            | V             | V             | V             | SF            | 4T            | V             | F             | 1T            | QF            | 2T            | 2T                  | SF                  | 3T                  | 4T                  | A                   | A                   | 4 / 16       | 66-12        | 84,62        |
| V-S                                               |               | 9-3           | 5-2           | 9-1           | 15-2          | 18-1          | 11-2          | 18-3          | 20-1          | 18-4          | 0-1           | 4-2           | 5-3           | 10-3                | 8-3                 | 5-3                 | 12-4                | 7 / 45              |                     |              | 168-38       | 81.55        |
| Torneo di fine anno                               |               |               |               |               |               |               |               |               |               |               |               |               |               |                     |                     |                     |                     |                     |                     |              |              |              |
| The Masters                                       | A             | A             | V             | SF            | RR            | SF            | F             | V             | V             | 1R            | A             | A             | A             | SF                  | A                   | A                   | A                   | A                   | A                   | 3 / 9        | 19-11        | 63,33        |
| WCT Finals                                        | A             | A             | A             | V             | F             | V             | F             | V             | V             | QF            | A             | F             | A             | V                   | A                   | A                   | A                   | A                   | A                   | 5 / 9        | 21-4         | 84,00        |
| Grand Slam Cup                                    | Non disputato | Non disputato | Non disputato | Non disputato | Non disputato | Non disputato | Non disputato | Non disputato | Non disputato | Non disputato | Non disputato | Non disputato | Non disputato | Non disputato       | A                   | A                   | QF                  | A                   | A                   |              |              |              |
| V-S                                               |               |               | 5-0           | 5-2           | 2-4           | 5-2           | 4-2           | 6-0           | 6-0           | 0-2           |               | 2-1           |               | 5-2                 |                     |                     |                     |                     |                     | 8 / 18       | 40-15        | 72.73        |
| Altri tornei                                      |               |               |               |               |               |               |               |               |               |               |               |               |               |                     |                     |                     |                     |                     |                     |              |              |              |
| South Orange Open, South Orange                   | 2T            | SF            | SF            | V             | F             | Non disputato | Non disputato | Non disputato | Non disputato | Non disputato | Non disputato | Non disputato | Non disputato | Non disputato       | Non disputato       | Non disputato       | Non disputato       | Non disputato       | Non disputato       |              |              |              |
| Ocean City Open, Ocean City                       | ND            | 1T            | Non disputato | Non disputato | Non disputato | Non disputato | Non disputato | Non disputato | Non disputato | Non disputato | Non disputato | Non disputato | Non disputato | Non disputato       | Non disputato       | Non disputato       | Non disputato       | Non disputato       | Non disputato       |              |              |              |
| Virginia Beach Open, Virginia Beach               | ND            | SF            | Non disputato | Non disputato | Non disputato | Non disputato | Non disputato | Non disputato | Non disputato | Non disputato | Non disputato | Non disputato | Non disputato | Non disputato       | Non disputato       | Non disputato       | Non disputato       | Non disputato       | Non disputato       | 0/1          | 2-1          | 66,67%       |
| Hall of Fame Tennis Championships, Newport        | A             | 2T            | A             | A             | A             | A             | A             | A             | A             | A             | A             | A             | A             | A                   | A                   | A                   | A                   | A                   | A                   |              |              |              |
| Cincinnati Open, Cincinnati                       | A             | QF            | A             | A             | A             | V             | SF            | F             | 1T            | A             | A             | 1T            | A             | A                   | 3T                  | A                   | A                   | A                   | A                   | 1/7          | 19-6         | 76%          |
| Washington Open, Washington                       | A             | 1T            | 3T            | A             | A             | A             | A             | A             | A             | A             | A             | A             | A             | A                   | 3T                  | 3T                  | 2T                  | A                   | A                   |              |              |              |
| U.S. Men's Clay Court Championships, Indianapolis | A             | QF            | QF            | SF            | A             | A             | A             | A             | A             | A             | A             | A             | A             | A                   | A                   | A                   | A                   | A                   | A                   |              |              |              |
| Canada Open, Toronto/Montreal                     | A             | 3T            | QF            | F             | 2T            | 3T            | SF            | SF            | V             | V             | 3T            | QF            | QF            | F                   | QF                  | 3T                  | QF                  | A                   | A                   | 2/16         | 44-14        | 75,86%       |
| U.S. Pro Tennis Championships, Boston             | A             | 2T            | QF            | A             | A             | A             | A             | A             | A             | A             | A             | A             | A             | Torneo indipendente | Torneo indipendente | Torneo indipendente | Torneo indipendente | Torneo indipendente | Torneo indipendente |              |              |              |
| Southern Californian Championships, Los Angeles   | ND            | 2T            | Non disputato | Non disputato | Non disputato | Non disputato | Non disputato | Non disputato | Non disputato | Non disputato | Non disputato | Non disputato | Non disputato | Non disputato       | Non disputato       | Non disputato       | Non disputato       | Non disputato       | Non disputato       |              |              |              |
| Pacific Coast Championships, San Francisco        | A             | QF            | V             | V             | QF            | QF            | V             | F             | V             | QF            | QF            | A             | SF            | A                   | A                   | QF                  | A                   | A                   | A                   |              |              |              |
| U.S. Pro Indoor, Filadelfia                       | A             | A             | QF            | QF            | F             | A             | V             | V             | V             | V             | A             | F             | A             | A                   | 2T                  | SF                  | A                   | A                   | A                   |              |              |              |
| Washington Indoor, Washington                     | A             | A             | QF            | A             | A             | Non disputato | Non disputato | Non disputato | Non disputato | Non disputato | Non disputato | Non disputato | Non disputato | Non disputato       | Non disputato       | Non disputato       | Non disputato       | Non disputato       | Non disputato       |              |              |              |
| San Jose Indoor, San Jose                         | ND            | ND            | SF            | V             | Non disputato | Non disputato | Non disputato | Non disputato | Non disputato | Non disputato | Non disputato | Non disputato | Non disputato | Non disputato       | Non disputato       | Non disputato       | Non disputato       | Non disputato       | Non disputato       |              |              |              |
| Alan King Tennis Classic, Las Vegas               | A             | A             | 2T            | SF            | QF            | A             | A             | 1T            | ND            | A             | Non disputato | Non disputato | Non disputato | Non disputato       | Non disputato       | Non disputato       | Non disputato       | Non disputato       | Non disputato       |              |              |              |
| Queen's Club Championships, Londra                | A             | A             | F             | V             | V             | V             | F             | F             | V             | A             | A             | A             | A             | A                   | SF                  | A                   | A                   | A                   | A                   |              |              |              |
| WCT Invitational, Forest Hills/Salisbury          | Non disputato | Non disputato | SF            | RR            | F             | 2T            | Non disputato | Non disputato | Non disputato | Non disputato | Non disputato | Non disputato | Non disputato | Non disputato       | Non disputato       | Non disputato       | Non disputato       | Non disputato       | Non disputato       |              |              |              |
| Hartford WCT, Hartford                            | Non disputato | Non disputato | V             | Non disputato | Non disputato | Non disputato | A             | Non disputato | Non disputato | Non disputato | Non disputato | Non disputato | Non disputato | Non disputato       | Non disputato       | Non disputato       | Non disputato       | Non disputato       | Non disputato       |              |              |              |
| Hawaiian Open, Maui                               | A             | A             | SF            | A             | A             | A             | A             | A             | A             | Non disputato | Non disputato | Non disputato | Non disputato | Non disputato       | Non disputato       | Non disputato       | Non disputato       | Non disputato       | Non disputato       |              |              |              |
| Swiss Indoors, Basilea                            | A             | A             | F             | A             | A             | A             | A             | A             | A             | A             | A             | A             | A             | A                   | V                   | F                   | A                   | A                   | ND                  |              |              |              |
| Cologne Grand Prix, Colonia                       | A             | A             | SF            | A             | A             | A             | A             | A             | A             | A             | A             | Non disputato | Non disputato | Non disputato       | Non disputato       | Non disputato       | Non disputato       | Non disputato       | Non disputato       |              |              |              |
| Stockholm Open, Stoccolma                         | A             | A             | V             | V             | F             | A             | A             | A             | V             | V             | A             | A             | A             | A                   | 3T                  | A                   | A                   | A                   | A                   |              |              |              |
| Wembley Championship, Londra                      | A             | A             | V             | V             | V             | F             | V             | V             | A             | A             | 1T            | A             | A             | SF                  | Non disputato       | Non disputato       | Non disputato       | Non disputato       | Non disputato       |              |              |              |
| Bologna Indoor, Bologna                           | A             | A             | SF            | SF            | A             | A             | Non disputato | Non disputato | Non disputato | Non disputato | Non disputato | Non disputato | Non disputato | Non disputato       | Non disputato       | Non disputato       | Non disputato       | Non disputato       | Non disputato       | 0/2          | 6-2          | 75%          |
| WCT Challenge Cup                                 | A             | A             | RR            | A             | V             | Non disputato | Non disputato | Non disputato | Non disputato | Non disputato | Non disputato | Non disputato | Non disputato | Non disputato       | Non disputato       | Non disputato       | Non disputato       | Non disputato       | Non disputato       |              |              |              |
| Richmond Open, Richmond                           | A             | A             | A             | SF            | V             | A             | A             | 2T            | V             | Non disputato | Non disputato | Non disputato | Non disputato | Non disputato       | Non disputato       | Non disputato       | Non disputato       | Non disputato       | Non disputato       |              |              |              |
| Indian Wells Masters, Indian Wells                | A             | A             | A             | 2T            | A             | A             | A             | A             | A             | A             | A             | A             | A             | A                   | A                   | 2T                  | A                   | A                   | A                   |              |              |              |
| Pepsi Grand Slam, Myrtle Beach/Boca Raton         | A             | A             | A             | SF            | SF            | V             | Non disputato | Non disputato | Non disputato | Non disputato | Non disputato | Non disputato | Non disputato | Non disputato       | Non disputato       | Non disputato       | Non disputato       | Non disputato       | Non disputato       |              |              |              |
| New Orleans Open, New Orleans                     | Non disputato | Non disputato | A             | V             | A             | Non disputato | Non disputato | Non disputato | Non disputato | Non disputato | Non disputato | Non disputato | Non disputato | Non disputato       | Non disputato       | Non disputato       | Non disputato       | Non disputato       | Non disputato       |              |              |              |
| Milan Indoor, Milano                              | Non disputato | Non disputato | A             | V             | V             | V             | A             | A             | A             | V             | A             | A             | A             | SF                  | SF                  | A                   | A                   | A                   | A                   |              |              |              |
| ABN AMRO World Tennis Tournament, Rotterdam       | A             | A             | A             | F             | A             | A             | A             | A             | A             | A             | A             | F             | A             | A                   | A                   | A                   | SF                  | A                   | 1T                  |              |              |              |
| Los Angeles Open, Los Angeles                     | A             | A             | A             | F             | A             | V             | A             | A             | A             | SF            | V             | A             | SF            | A                   | A                   | A                   | A                   | A                   | A                   |              |              |              |
| U.S. Indoor National Championships, Memphis       | A             | A             | A             | A             | V             | 1T            | F             | A             | A             | A             | A             | 3T            | A             | A                   | A                   | A                   | A                   | A                   | A                   |              |              |              |
| Frankfurt Grand Prix, Francoforte                 | ND            | ND            | ND            | ND            | 1T            | V             | A             | Non disputato | Non disputato | Non disputato | Non disputato | A             | A             | A                   | Non disputato       | Non disputato       | Non disputato       | Non disputato       | Non disputato       |              |              |              |
| Monte Carlo Open, Monte Carlo                     | A             | A             | A             | A             | QF            | A             | A             | A             | A             | A             | A             | A             | A             | A                   | A                   | A                   | A                   | A                   | A                   |              |              |              |
| Atlanta Open, Atlanta                             | A             | ND            | A             | A             | 1T            | A             | Non disputato | Non disputato | Non disputato | V             | A             | Non disputato | Non disputato | Non disputato       | Non disputato       | Non disputato       | Non disputato       | Non disputato       | Non disputato       | 1/2          | 5-1          | 83,33%       |
| South Pacific Tennis Classic, Brisbane            | A             | A             | A             | A             | V             | A             | Non disputato | Non disputato | Non disputato | Non disputato | Non disputato | Non disputato | Non disputato | Non disputato       | Non disputato       | Non disputato       | Non disputato       | Non disputato       | Non disputato       |              |              |              |
| Australian Indoor Championships, Sydney           | A             | A             | A             | A             | V             | V             | V             | V             | A             | A             | A             | A             | A             | A                   | A                   | A                   | QF                  | A                   | A                   |              |              |              |
| Tokyo Indoor, Tokyo                               | Non disputato | Non disputato | A             | A             | A             | SF            | V             | A             | A             | A             | A             | A             | A             | A                   | A                   | A                   | A                   | A                   | A                   |              |              |              |
| Brussels Indoor, Bruxelles                        | Non disputato | Non disputato | A             | A             | A             | A             | QF            | A             | V             | A             | A             | F             | A             | ND                  | A                   | A                   | 2T                  | ND                  | ND                  |              |              |              |
| WCT Tournament of Champions, Forest Hills         | ND            | A             | A             | A             | A             | A             | SF            | V             | V             | F             | A             | A             | 1T            | A                   | ND                  | ND                  | ND                  | ND                  | ND                  |              |              |              |
| Madrid Tennis Grand Prix, Madrid                  | A             | A             | A             | A             | A             | A             | A             | A             | V             | A             | A             | A             | A             | A                   | A                   | A                   | 2T                  | A                   | A                   |              |              |              |
| Houston Open, Houston                             | A             | A             | A             | A             | A             | A             | A             | A             | A             | V             | A             | Non disputato | Non disputato | Non disputato       | Non disputato       | Non disputato       | Non disputato       | Non disputato       | Non disputato       |              |              |              |
| Chicago Grand Prix, Chicago                       | Non disputato | Non disputato | Non disputato | Non disputato | Non disputato | Non disputato | Non disputato | Non disputato | Non disputato | V             | A             | A             | Non disputato | Non disputato       | Non disputato       | V                   | Non disputato       | Non disputato       | Non disputato       |              |              |              |
| ATP Volvo International, Stratton Mountain        | A             | A             | A             | A             | A             | A             | A             | A             | A             | V             | SF            | F             | A             | A                   | A                   | QF                  | 2T                  | A                   | A                   |              |              |              |
| WCT Scottsdale Open, Scottdale                    | Non disputato | Non disputato | Non disputato | Non disputato | Non disputato | Non disputato | Non disputato | Non disputato | Non disputato | Non disputato | V             | A             | A             | A                   | Non disputato       | Non disputato       | A                   | A                   | A                   |              |              |              |
| Paris Open, Parigi                                | A             | A             | A             | A             | A             | A             | A             | A             | A             | A             | QF            | A             | QF            | SF                  | 2T                  | 2T                  | 2T                  | A                   | A                   |              |              |              |
| Internazionali d'Italia, Roma                     | A             | A             | A             | A             | A             | A             | A             | A             | A             | A             | A             | SF            | A             | A                   | A                   | A                   | A                   | A                   | A                   |              |              |              |
| Detroit Open, Detroit                             | Non disputato | Non disputato | Non disputato | Non disputato | Non disputato | Non disputato | Non disputato | Non disputato | Non disputato | Non disputato | Non disputato | Non disputato | V             | Non disputato       | Non disputato       | Non disputato       | Non disputato       | Non disputato       | Non disputato       |              |              |              |
| Grand Prix de Tennis de Lyon, Lione               | Non disputato | Non disputato | Non disputato | Non disputato | Non disputato | Non disputato | Non disputato | Non disputato | Non disputato | Non disputato | Non disputato | A             | A             | V                   | A                   | A                   | A                   | A                   | A                   |              |              |              |
| Japan Open Tennis Championships, Tokyo            | A             | A             | A             | A             | A             | A             | A             | A             | A             | A             | A             | A             | V             | SF                  | A                   | QF                  | A                   | A                   | A                   |              |              |              |
| Indianapolis Tennis Championships, Indianapolis   | A             | A             | A             | A             | A             | A             | A             | A             | A             | A             | A             | A             | F             | V                   | 3T                  | A                   | A                   | A                   | A                   |              |              |              |
| Grand Prix de Tennis de Toulouse, Tolosa          | A             | A             | A             | A             | A             | A             | A             | A             | A             | A             | A             | A             | A             | F                   | A                   | QF                  | A                   | A                   | A                   |              |              |              |
| Toronto Indoor, Toronto                           | A             | A             | Non disputato | Non disputato | Non disputato | Non disputato | Non disputato | Non disputato | Non disputato | A             | A             | Non disputato | Non disputato | Non disputato       | SF                  | Non disputato       | Non disputato       | Non disputato       | Non disputato       |              |              |              |
| Waldbaum's Hamlet Cup, Long Island                | Non disputato | Non disputato | Non disputato | Non disputato | Non disputato | Non disputato | Non disputato | Non disputato | Non disputato | Non disputato | Non disputato | Non disputato | Non disputato | Non disputato       | SF                  | SF                  | A                   | A                   | A                   |              |              |              |
| Vienna Indoor, Vienna                             | A             | A             | A             | A             | A             | A             | A             | A             | A             | A             | A             | A             | A             | A                   | QF                  | A                   | A                   | A                   | A                   |              |              |              |
| Hong Kong Open, Hong Kong                         | A             | A             | A             | A             | A             | A             | A             | A             | A             | A             | A             | A             | A             | A                   | A                   | 1T                  | A                   | A                   | A                   |              |              |              |
| BMW Open, Monaco di Baviera                       | A             | A             | A             | A             | A             | A             | A             | A             | A             | A             | A             | A             | A             | A                   | A                   | 1T                  | A                   | A                   | A                   |              |              |              |
| Manchester Open, Manchester                       | A             | A             | ND            | A             | A             | Non disputato | Non disputato | Non disputato | Non disputato | Non disputato | Non disputato | Non disputato | Non disputato | A                   | A                   | 1T                  | A                   | A                   | A                   |              |              |              |
| Birmingham Open, Birmingham                       | ND            | ND            | A             | Non disputato | Non disputato | Non disputato | Non disputato | Non disputato | Non disputato | Non disputato | Non disputato | Non disputato | Non disputato | Non disputato       | Non disputato       | 1T                  | Non disputato       | Non disputato       | Non disputato       |              |              |              |
| Stuttgart Championship Series, Stoccarda          | Non disputato | Non disputato | Non disputato | Non disputato | Non disputato | Non disputato | Non disputato | Non disputato | Non disputato | Non disputato | Non disputato | Non disputato | Non disputato | A                   | A                   | A                   | 1T                  | A                   | A                   |              |              |              |
| Miami Masters, Miami                              | Non disputato | Non disputato | Non disputato | Non disputato | Non disputato | Non disputato | Non disputato | Non disputato | Non disputato | A             | A             | A             | A             | A                   | A                   | A                   | 4T                  | A                   | A                   |              |              |              |
| ATP German Open, Amburgo                          | Non disputato | Non disputato | Non disputato | Non disputato | Non disputato | Non disputato | Non disputato | Non disputato | Non disputato | A             | A             | A             | A             | A                   | A                   | A                   | 2T                  | A                   | A                   |              |              |              |
| Ordina Open, 's-Hertogenbosch                     | Non disputato | Non disputato | Non disputato | Non disputato | Non disputato | Non disputato | Non disputato | Non disputato | Non disputato | Non disputato | Non disputato | Non disputato | Non disputato | Non disputato       | A                   | A                   | SF                  | A                   | A                   |              |              |              |
| European Community Championship, Anversa          | Non disputato | Non disputato | Non disputato | Non disputato | Non disputato | Non disputato | A             | A             | A             | A             | A             | A             | A             | A                   | A                   | A                   | 2T                  | A                   | A                   |              |              |              |
| Tornei disputati                                  | 1             | 14            | 23            | 23            | 24            | 18            | 15            | 16            | 15            | 17            | 8             | 11            | 11            | 13                  | 16                  | 19                  | 18                  | 0                   | 1                   | 263          | 263          | 263          |
| Titoli-finali                                     | 0-0           | 0-0           | 5-7           | 10-13         | 9-15          | 10-11         | 5-10          | 7-10          | 13-14         | 8-10          | 3-3           | 0-5           | 2-3           | 3-5                 | 1-1                 | 1-2                 | 0-0                 | 0-0                 | 0-0                 | 77-109       | 77-109       | 77-109       |
| V-S totali                                        | 1-1           | 28-14         | 79-19         | 89-14         | 84-19         | 76-10         | 71-9          | 63-11         | 82-3          | 71-9          | 22-5          | 34-12         | 30-10         | 47-11               | 33-15               | 33-18               | 32-18               | 0-0                 | 0-1                 | N/A          | 875-198      | 81%          |
| %Vittorie                                         | 50%           | 66,67%        | 80,61%        | 86,41%        | 81,55%        | 88,37%        | 88,75%        | 85,13%        | 96,47%        | 88,75%        | 81,48%        | 73,91%        | 75%           | 81,03%              | 68,75%              | 64,7%               | 64%                 | 0%                  | 0%                  | 81.47%       | 81.47%       | 81.47%       |
| Ranking fine anno                                 | 264           | 21            | 4             | 3             | 2             | 1             | 1             | 1             | 1             | 2             | 14            | 10            | 11            | 4                   | 13                  | 28                  | 20                  | N/A                 | 1219                | 12 547 797 $ | 12 547 797 $ | 12 547 797 $ |

## Record[fonte 1]
- Maggior numero di titoli 149, tra singolare (77) e doppio (72) nell'era Open.
- Maggior numero di titoli totali 27, di cui 10 nel singolare e 17 nel doppio in una stagione (1979).
- Maggior numero di titoli (43), match vinti (346) e percentuale di vittorie (84,39%) sul sintetico.
- Maggior numero di titoli di doppio in una stagione 16 (1979).
- Migliore percentuale di vittorie in una stagione 96.47% (82-3) (1984).
- 8 titoli consecutivi vinti dal 1981 al 1982 (record condiviso con Ivan Lendl).
- 66 partite vinte consecutivamente sul sintetico (record condiviso con Ivan Lendl).
- Migliore percentuale di vittorie in tornei indoor, 85.34% (419-72).
- 109 settimane consecutive al numero 1 del ranking del doppio.
- Maggior numero di vittorie da inizio stagione senza nessuna sconfitta, 42 (1984).
- Maggior numero di titoli di squadra vinti con Peter Fleming in una stagione, 14 (1979).
- Migliore percentuale di set vinti negli Slam in una stagione 89.9% (62-7) (1984).
- Migliore percentuale di game vinti in una edizione di Wimbledon 68% (134-63) (1984).

### Fonte
1. ↑   ATP World Tour, su atpworldtour.com. URL consultato il 25 agosto 2017.